# クレイモア作戦
クレイモア作戦（クレイモアさくせん、英語: Operation Claymore）は第二次世界大戦中、ブリティッシュ・コマンドスによるノルウェーのロフォーテン諸島への奇襲作戦。ロフォーテン諸島はドイツの軍需産業で使われる魚油とグリセリンの産地として知られていた。上陸は1941年3月4日、第3コマンド部隊と第4コマンド部隊、陸軍工兵隊の分隊、そしてノルウェー海軍52名によって行われた。イギリス海軍の第6駆逐隊と 人員運輸艦2隻の援護のもと、上陸作戦は抵抗を受けずに成功した。計画ではドイツ軍との接触を避けながら、ドイツ支配下の工場に最大限のダメージを与えることだったが、これも成功し、魚油の工場および3,600トンの魚油とグリセリンが破壊された。
イギリスは艦砲射撃で1万8千トンの海上輸送中の資源を沈めたが、一番大きい成果はドイツの武装トロール船クレブス（独: Kreb）から奪ったエニグマ暗号機とコードブックだった。この手がかりを得たことでイギリスはブレッチリー・パークでドイツ海軍の暗号を解読し、Uボートの行動を予測できた。作戦の損害では、イギリス側は1人の兵士が誤ってリボルバーで自らを傷つけただけの一方、ドイツ側は228人のドイツ人が捕虜、さらに314人のノルウェー志願者とクヴィスリング政権の協力者数人の損害を出した。
作戦の評価はイギリスとノルウェーとで違った。イギリスではウィンストン・チャーチルと特殊作戦執行部がドイツの大軍をノルウェー占領に釘付けにしたとして、作戦を成功とみなした。一方、マルティン・リンゲなど作戦に関わったノルウェー人はそのような奇襲の価値を疑問視していた。クレイモア作戦の後、ノルウェーではノルウェー第1独立中隊が設立された。

## 背景
イギリス海外派遣軍が1940年にダンケルクで撤退して以来、イギリス首相ウィンストン・チャーチルはドイツに損害を与えつつ、イギリスの戦意を高揚させる部隊の創設を提唱していた。チャーチルは参謀本部に対し、ドイツに占領されているヨーロッパへの攻撃を提案するよう要求し、さらに作戦は「特殊訓練を受けたハンターのような部隊で実行し、敵の海岸を恐怖に陥れる」ようにする、と注文をつけた。
当時、参謀本部の職員であったダドリー・クラーク陸軍中佐はすでに陸軍参謀総長のジョン・ディル大将に同じような提案をしていた。ディルはチャーチルの目的を察して、クラークの提案を採用した。3週間後、コマンド部隊初の奇襲攻撃であるカラー作戦が行われ、フランス北部に奇襲上陸したが、ドイツ軍の情報を得られず、ドイツの配備を破壊できたわけでもなく、唯一の成果はドイツ哨兵2人の殺害だった。

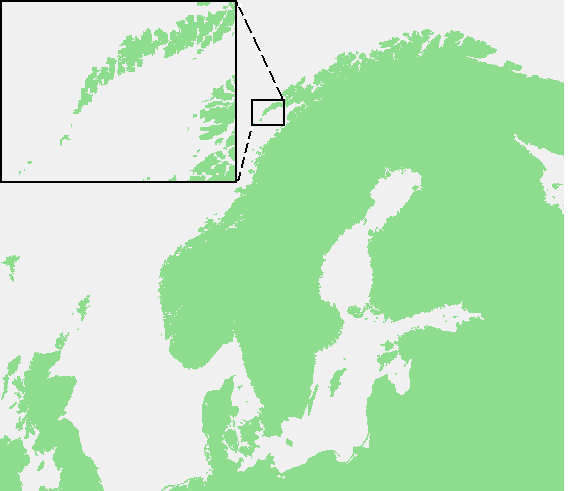
ロフォーテン諸島の位置

コマンドスは合同作戦司令部に直属した。最初に合同作戦司令部司令官として選ばれたのは、第一次世界大戦中にガリポリの戦いやゼーブルッヘ襲撃に参加したサー・ロジャー・キース海軍大将である。1940年、コマンド部隊への志願兵が募られた。志願兵はイギリスの駐留軍、および独立部隊の隊員に限られた。1940年11月、これらの志願兵はJ・C・ヘイドン准将率いる4個大隊規模の特殊任務旅団に再編成された。1940年秋までに2,000人以上の志願兵が集まり、この特殊任務旅団は12個部隊による編成となり、コマンドスと呼ばれるようになる。
カラー作戦の失敗を経て、コマンド部隊の初の大規模な奇襲目標は北極圏内でイギリスから900マイルとほど近いロフォーテン諸島であった。諸島に到着すると、奇襲部隊は4つの小さな港で上陸し、魚油工場を破壊する。工場で生産される魚油はドイツに運ばれ、そこで火薬用のグリセリンを抽出される。コマンド部隊は第6駆逐群のトライバル級駆逐艦4隻とL級駆逐艦1隻に護衛される歩兵揚陸船2隻で島まで移動した。

## 任務

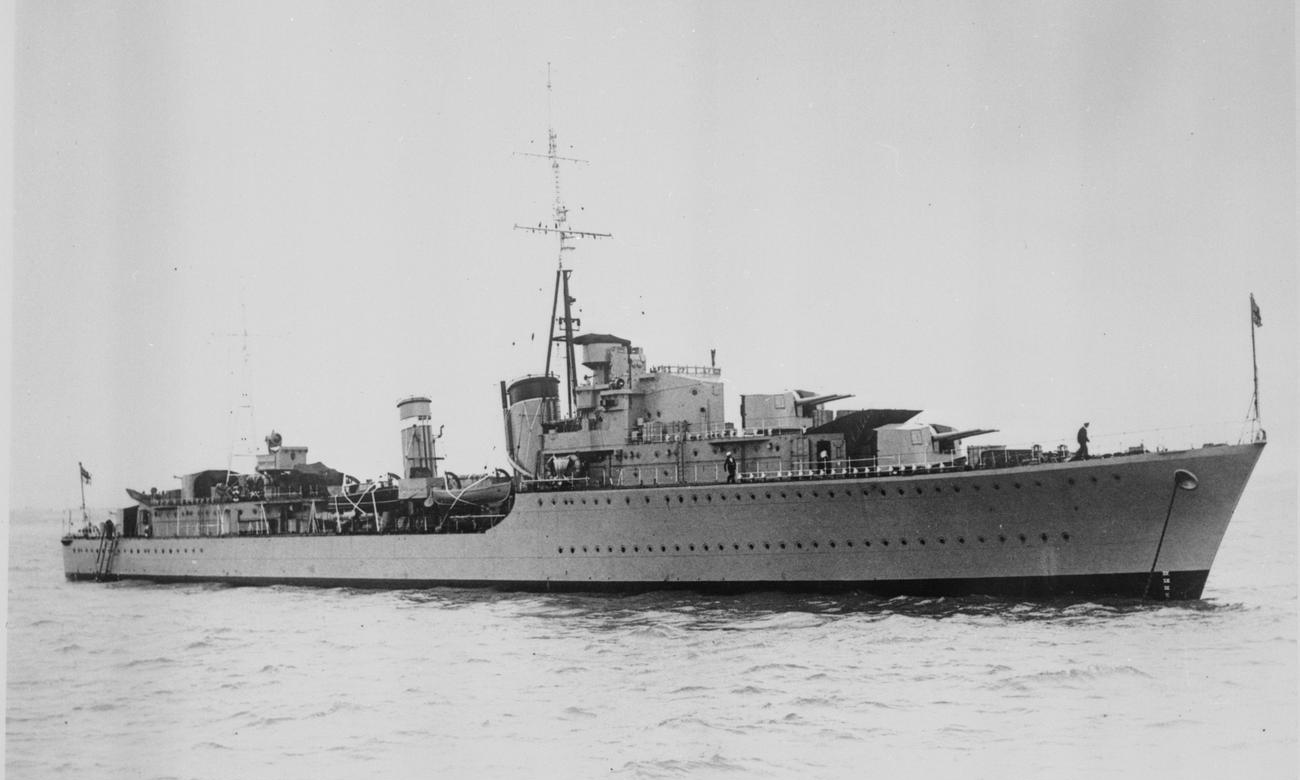
第6駆逐隊のソマリ

奇襲の総指揮官はL・H・K・ハミルトン海軍少将であった。イギリス海軍の任務は上陸軍を安全に諸島まで運び、そして戻ってくることだった。諸島に滞在する間はドイツ船やドイツのための運輸をしているノルウェー船を破壊や拿捕し、上陸軍の支援として艦砲射撃をする。作戦に参加する艦隊はC・キャスロン大佐率いる第6駆逐群（駆逐艦「ソマリ」、「ベドウィン」、「ターター」、「エスキモー」、「リージョン」）と歩兵揚陸船2隻であった。
上陸軍はJ・C・ヘイドン准将率いる特殊任務旅団から派遣されたジョン・ダンフォード＝スレーター少佐率いる第3コマンド部隊とD・S・リスター中佐率いる第4コマンド部隊（各250人、合計500人）の兵士だった。支援としてH・M・ターナー少尉率いる陸軍工兵隊第55中隊とマルティン・リンゲ大尉率いるノルウェー軍52名が与えられた。上陸軍の任務はスタムスンド、ヘニングスヴァール、スヴォルヴァール、ブレテスネスの港にある魚油工場を破壊し、ドイツ駐留軍を攻撃してあわよくばその人員を捕虜にすることだった。またクヴィスリングの支持者に遭遇した場合は捕らえ、それ以外のノルウェー人には一緒に来て自由ノルウェー軍に参加するよう勧誘する方針が決定された。
軍は1941年2月21日からオークニー諸島のスカパ・フローに集結しはじめ、3月1日の真夜中に出発するまで1週間ほど留まった。スヴォルヴァールとブレテスネスに上陸する第4コマンド部隊はクイーン・エマに乗り、スタムスンドとヘニングスヴァールに上陸する第3コマンド部隊はプリンセス・ベアトリックスに乗った。工兵とノルウェー軍は分散して両方の船に乗った。
コマンド部隊がスカパ・フローに1週間留まったのは上陸用の連絡船と強襲上陸用舟艇をより熟知するためであった。海軍の砲艦射撃中に問題になりそうなことも討議された。例えば、浅瀬により艦隊は岸から1マイルまでのところしか近づけないので、コマンド部隊自身も上陸艦から援護射撃することが決定した。また敵艦隊がいる場合、自軍の艦隊が一時離れなければならないことに備える計画が立てられた。例えば、補給が来ない可能性を鑑みて、コマンド部隊は48時間陸上で耐えられるよう糧食を十分摂った。

## 上陸

魚油のタンクが炎上しているのを見ているブリティッシュ・コマンドー

リベルのコードネームで知られている海軍部隊はスカパ・フローを離れ、フェロー諸島へ向かった。3月1日19時にスクリャフィヨルファー（デンマーク語: Skálafjørður）で停泊して、5時間かかって燃料を補給したのち北極海へ向かった。真夜中でも航行を続けたのはドイツの哨戒船などを避けるためである。続いて針路を東に変更してノルウェーに向かい、朝4時の少し前にロフォーテン諸島に到着した。ベストフィヨルデンに侵入した海軍は航海灯がついていることに驚いた。ノルウェー側が全く警戒していないことを示していたためだった。
作戦の計画では6時30分に全軍が同時に上陸する予定だったが、軍が諸島に到着すると、真っ暗のなかでの上陸を強いられないよう計画を15分遅らせた。上陸軍が実際に上陸した時間は6時50分だった。
上陸した後の作戦も妨害されず順調に行われた。唯一の反撃はドイツの武装トローラークレブスによるソマリへの4回の砲撃のみであり、クレブスもすぐに撃沈された。さらに多くの商船が撃沈され、その荷物は1万8千トンに上る。

炎上しているオイルタンク、リージョンから

スタムスンドに上陸した軍がロフォーテン・タラ煮詰め工場を破壊したほか、ヘニングスヴァールでは2棟、スヴォルヴァールでは13棟が破壊され、合計では3,600トンの魚油とグリセリンが焼却された。ドイツ海軍は7人、ドイツ陸軍は3人、ドイツ空軍は15人、親衛隊は2人が捕虜になり、これに商船の船員147人と民間人4人が加わり合計228人が捕虜になった。
奇襲の一番大きい成果は攻撃され沈没しそうになったクレブス（独: Kreb）から奪ったエニグマ暗号機とコードブックだった。この手がかりを得たことでイギリスはブレッチリー・パークでドイツ海軍の暗号を解読し、Uボートの行動を予測できた。
13時にはプリンセス・ベアトリックスとクイーン・エマがイギリスにいる自由ノルウェー軍に加入したい志願兵300人を連れて撤収した。

## その後
クレイモア作戦は第二次世界大戦中ノルウェーに対し12回行われたコマンド奇襲の初回であった。奇襲が行われるごとに、ドイツは駐留軍の人数を増やしていき、1944年には37万に膨れ上がった。一方、イギリスの歩兵1個師団の人数は1944年時点では18,347人であった。
この作戦に参加した第3コマンド部隊と第4コマンド部隊は後に1944年6月のノルマンディー上陸作戦に参加する第1特殊任務旅団に編入された。